# U.S. Pro Tennis Championships 1979
Lo U.S. Pro Tennis Championships 1979 è stato un torneo di tennis giocato sulla terra rossa. È stata la 52ª edizione del torneo, che fa parte del Colgate-Palmolive Grand Prix 1979. Il torneo si è giocato al Longwood Cricket Club di Boston negli USA, dal 20 al 26 agosto 1979.

## Campioni

### Singolare maschile
José Higueras ha battuto in finale  Hans Gildemeister con il punteggio di 6–3, 6–1

### Doppio maschile
Syd Ball /  Kim Warwick e  Heinz Günthardt /  Pavel Složil hanno condiviso il montepremi perché la finale non si è disputata a causa della pioggia.